# Колобаев, Александр Евгеньевич
Александр Евгеньевич Колобаев (род. 18 мая 1962, Москва) — футбольный арбитр. Судейскую карьеру начал в 1985 году. Матчи высшего дивизиона судит с 2000 года. В 2007 году был включён в пятёрку лучших арбитров по версии КФА. Арбитр национальной категории. Тренер-преподаватель.
В 2004 году Колобаев стал жертвой нападения, которое специалисты связывали с его профессиональной деятельностью, после чего коллегия футбольных арбитров России выдвинула требование гарантий безопасности, в противном случае оставив за собой право бойкотировать матчи национального чемпионата.